# 2С3 Акация
2С3 Акация е съветска самоходна артилерийска установка.

## История и дизайн
През 1967 е взето решение за създаване на по-мощна самоходна артилерийска установка с калибър 152 мм. Новото оръдие е базирано на гаубицата Д-20 от Втората световна война. Шасито на 2С3 е подобно на това на 2К11 Круг. 12-цилиндровият двигател Б-59 е разположен в предната част на установката. Оръдието има елевация от -4 до +60 градуса, а куполът може да се върти на 360°. Екипажът се състои от 6 души – механик-водач, стрелец, командир, пълнач и двама помощници за боеприпасите. Максималният обсег на оръдието с обикновени снаряди е до 19 км, а с ракетни снаряди – до 24 км. Боеприпасите са осколъчно-фугасни, кумулативни, димни или сигнални.

## Варианти
- 2С3М
- 2С3М1

## Оператори
- Алжир – 35
- Ангола – 4
- Армения – 30
- Беларус – 163[1]
- Виетнам
- Грузия – 13
- Ирак
- Казахстан
- Куба
- Нагорни Карабах
- Либия – 60
- Русия – 1600[2]
- Сирия – 50
- Туркменистан
- Узбекистан
- Украйна – 496[3]